# Gloster F.5/34
El Gloster F.5/34 fue un caza británico de la década de 1930. Era un monoplano monoplaza y monomotor de construcción cantilever totalmente metálica; el tren de aterrizaje era del tipo de rueda de cola con ruedas principales retráctiles.
El avión fue desarrollado para cubrir la Especificación F.5/34 del Ministerio del Aire, un caza armado con ocho ametralladoras y un motor refrigerado por aire que era más adecuado para las operaciones en los trópicos. El diseño de Gloster fue superado por competidores más capaces y la especificación fue posteriormente abandonada, y ninguno de los diseños de aviones producidos para ella fue seleccionado para entrar en servicio.

## Diseño y desarrollo
El F.5/34 fue el primer caza monoplano construido por Gloster y el último diseño de H.P. Folland para la compañía. También fue el primer monoplano terrestre de Gloster.
El primer diseño se basó en una versión monoplano de ala baja del Gladiator, probablemente conservando el recubrimiento de tela y con el empenaje y el timón de altura completa por detrás del estabilizador horizontal, como en el Gladiator. El motor sería el nuevo radial Bristol Perseus con válvulas de camisa. La cabina era semicerrada, con laterales abiertos y un lomo detrás. El tren de aterrizaje se retraía hacia atrás y dejaba las ruedas semiexpuestas, lo que reduciría los daños en caso de un aterrizaje con las ruedas arriba.
Para 1935, el diseño había cambiado y había adquirido varias características más modernas, como un fuselaje de revestimiento metálico sujeto a esfuerzos. La cabina era ahora una cubierta acristalada y enmarcada, similar a la del Gladiator de producción, que se deslizaba hacia atrás para abrirse, ofreciendo una visibilidad mucho mejor por encima y por detrás. Aunque las dimensiones principales se mantuvieron sin cambios, el estabilizador horizontal se desplazó hacia atrás, por detrás del estabilizador vertical, lo que requirió una extensión del fuselaje más allá de este, aumentando la longitud en 90 cm. Esta fue una innovación desarrollada para la especificación del caza de alta velocidad F.35/35. El objetivo era mejorar la recuperación en barrena al tener el empenaje y el timón en aire "limpio", por delante del estabilizador horizontal.
El motor también cambió, al menos para el avión prototipo, al más antiguo motor radial Bristol Mercury IX de nueve cilindros con válvulas de asiento. El Perseus se había desarrollado con dimensiones de cilindro idénticas a las del Mercury y era sólo un poco más grande, lo que facilitó el cambio. El Perseus aún estaba en desarrollo, y aunque se esperaba, con razón, que el motor de válvulas de camisa ofreciera una potencia mucho mayor, el Mercury, más convencional, se consideró aceptable para el desarrollo del fuselaje del prototipo y así restaurar el Perseus en la versión de producción.
El nuevo avión, ahora conocido informalmente como Unnamed Fighter (Caza Sin Nombre), presentaba muchos de los elementos de diseño característicos de Gloster, incluyendo la cola y la capota ajustada que se asemejaba a los anteriores cazas biplanos Gauntlet y Gladiator. El plano principal en voladizo de ala baja se construyó en una sola pieza con largueros de aleación ligera que lo atravesaban de punta a punta y costillas hechas de canalización con soportes de tubos de acero y de aleación ligera. Se utilizaron perfiles NACA 2218 en la raíz y NACA 2209 en la punta. El ala de una sola pieza fue posteriormente criticada, ya que habría impedido la reparación de los daños de batalla reemplazando una sola ala. Se utilizó duraluminio para la construcción del recubrimiento sujeto a esfuerzos en el plano principal y en la unidad de cola, con alerones Frise recubiertos de tela. El fuselaje era una estructura monocasco construida a partir de anillos ligeros de sección ovalada fabricados con revestimiento de duraluminio.
Mientras que la práctica británica habitual era encargar un solo prototipo para evaluación, como en los casos del Spitfire y del Hurricane, en el del F.5/34 se solicitaron dos aparatos. El desarrollo se retrasó debido a las exigencias del programa de producción del Gladiator, por lo que las pruebas de vuelo del primer prototipo, el K5604, no comenzaron hasta diciembre de 1936. El segundo prototipo, el K8089, no voló hasta marzo de 1938.

## Historia operacional
En competición con el Gloster para el requerimiento estaban el Bristol Type 146, el Martin-Baker M.B.2 y el Vickers Venom, que serían probados por el Establecimiento Experimental de Aeronaves y Armamento. La revista Flight (1 de julio de 1937) muestra al F.5/34 despegando del aeródromo de Hucclecote y menciona su aparición en la Exhibición de la RAF de ese año. Para cuando el F.5/34 comenzó sus pruebas de vuelo, el Hawker Hurricane de ocho ametralladoras estaba en servicio y el Supermarine Spitfire estaba en producción, por lo que se abandonó el desarrollo posterior del caza de Gloster. En comparación con sus contemporáneos, los pilotos de pruebas encontraron que los prototipos del F.5/34 tenían una carrera de despegue más corta, ofrecían un mejor ascenso inicial y eran más sensibles y maniobrables debido a los alerones que no se volvían excesivamente pesados a alta velocidad. El manejo se consideró muy bueno y la visibilidad panorámica de la cabina era mucho mejor que los otros diseños. El Gloster F.5/34 debutó en el Hendon Air Show de 1937, pero poco después, los prototipos K5604 y K8089 fueron relegados al vuelo experimental y finalmente a fuselajes de instrucción hasta mayo de 1941.

## Especificaciones (F.5/34)

### Características generales
- Tripulación: Uno (piloto)
- Longitud: 9,8 m (32 ft)
- Envergadura: 11,6 m (38,2 ft)
- Altura: 3,1 m (10,2 ft)
- Superficie alar: 21 m² (226 ft²)
- Perfil alar: raíz: NACA 2218; punta: NACA 2209[8]
- Peso vacío: 1901 kg (4189,8 lb)
- Peso cargado: 2449 kg (5397,6 lb)
- Planta motriz: 1× motor radial de 9 cilindros refrigerado por aire Bristol Mercury IX.
  - Potencia: 630 kW (869 HP; 857 CV)
- Hélices: Tripala de paso variable

### Rendimiento
- Velocidad máxima operativa (Vno): 509 km/h (316 MPH; 275 kt) a 4877 m (16 000 pies)
- Techo de vuelo: 9900 m (32 480 ft) [9]
- Carga alar: 115 kg/m² (23,6 lb/ft²)
- Potencia/peso: 0,256 kW/kg (0,156 hp/lb)
- Tiempo a altitud: 11 min para 6096 m (32 500 pies)

### Armamento
- Ametralladoras: 

  - 8x Browning de 7,7 mm

## Aeronaves relacionadas

### Aeronaves similares
- Mitsubishi A5M
- PZL P.50 Jastrząb
- Vickers Venom
- Bristol Type 146

### Secuencias de designación
- Secuencia G._ (interna de Gloster): ← AS/G.31 - G.32 - TC/G.33 - SS.34 - G.35 - SS.35 - FS.36 - SS/G.37 - G.38 - TSR.38 - G.39 - G.40 →